# Lars Brink
Lars Brink (født 2. november 1945 i København) er en dansk sprogforsker og professor emeritus. Hans vigtigste udgivelser er Dansk Rigsmål fra 1975 og Den Store Danske Udtaleordbog fra 1991, begge sammen med Jørn Lund.

## Karriere
Lars Brink blev student ved Bagsværd Kostskole i 1964. Han færdiggjorde en cand.mag. i dansk og sprogpsykologi i 1971 ved Københavns Universitet, hvor han var undervisningsassistent 1969-1983, kandidatstipendiat 1971-1974 og seniorstipendiat 1975-1978. Han modtog et forskningsstipendiat fra Statens Humanistiske Forskningsråd 1979-1982.
I 1983-1985 var han dansk lektor ved Stockholms Universitet og Universitetet i Linköping og var derefter fra 1985 professor i dansk sprog og litteratur ved Islands Universitet indtil 1996, hvor han bl.a. var medredaktør af en dansk-islandsk ordbog. Fra 1997 var han lektor i dansk ved Københavns Universitet indtil 1999. Han var redaktør på Den Store Danske Encyklopædi i 1992-2001. Han har også været redaktør for sproget.dk. Han skrev Jyllands-Postens sprogklumme fra 2008.

## Medlemskaber
Lars Brink er optaget i Kraks Blå Bog.
Han var tilsynsførende for Universitets-Jubilæets danske Samfund i 1979-1982 samt forslagsstiller for nobelkomiteen for Svenska Akademien fra 1985.